# Uktur
Uktur (en rus: Уктур) és un poble (un possiólok) del krai de Khabàrovsk, a Rússia, que el 2018 tenia 1.517 habitants. Pertany al districte rural de Komsomolsk na Amure.